# Bilulu
Bilulu fou una deessa sumèria, germana de la deessa Belili i del déu Dumuzi. És una de les protagonistes d'El mite d'Inanna i Bilulu.